# Chiaro di luna (raccolta)
Chiaro di luna (Clair de lune) è una raccolta di racconti in lingua francese di Guy de Maupassant, pubblicata per la prima volta dall'editore Monnier nel 1883, e in una edizione rivista e corretta dall'editore Paul Ollendorff nel 1888.

## Racconti

### Edizione Monnier (1883)
- Chiar di luna[2] (Clair de lune (1882)
- Un colpo di stato (Un coup d'état, inedito)
- Il lupo (Le Loup, 1882)
- Il figlio (L'Enfant, 1882)
- Racconto di Natale (Conte de Noël, 1882)
- La regina Hortense (La Reine Hortense, 1883)
- Il perdono (Le Pardon, 1882)
- La leggenda del Mont-Saint-Michel (La Légende du Mont-Saint-Michel, 1882)
- Una vedova (Une veuve, 1882)
- La signorina Cocotte (Mademoiselle Cocotte, 1883)
- I gioielli (Les Bijoux, 1883)
- L'apparizione (Apparition, 1883)

### Edizione Ollendorff (1888)
Rispetto all'edizione del 1883, sono stati aggiunti i seguenti racconti:
- La porta (La Porte, 1887)
- Il padre (Le Père, 1887)[3]
- Moiron (Moiron, 1887)
- Le nostre lettere (Nos lettres, 1888)
- La notte (La Nuit, 1887)

## Edizioni
- (FR) Guy de Maupassant, Clair de lune, illustrazioni di de Arcos ... [et al.], Paris, Monnier, 1883.
- (FR) Guy de Maupassant, Clair de lune, Paris, P. Ollendorff, 1888.
- (FR) Guy de Maupassant, Maupassant, contes et nouvelles, collana Bibliothèque de la Pléiade, texte établi et annoté par Louis Forestier, Paris, Gallimard, 1974, ISBN 978-2-07-010805-3.
- Guy de Maupassant, Chiaror di luna, collana Biblioteca romantica economica. Ser. 2 ; 313, traduzione di Enrico Aresca, Milano, Soc. Edit. Sonzogno, 1904.
- Guy de Maupassant, Chiaro di Luna, traduzione di Rubino Rubini, Milano, Ed. Di Uomo (Tip. A. Cordani), 1944.
- Guy de Maupassant, Chiar di luna, collana Biblioteca universale Rizzoli ; 715-716, traduzione di Oreste Del Buono, Milano, Rizzoli, 1954.

## Critica
Per Mario Bonfantini i racconti della raccolta sono molto tenui: «facili bozzetti, vivaci pagine d'occasione più che meditata opera d'arte; anche se non mancano quadri realistici disegnati con quell'infallibile sicurezza di mano e quella singolare immediatezza di effetti che contraddistinguono il preciso talento di narratore del Maupassant ("Il figlio", "Racconto di Natale")». Fra gli altri racconti notevoli della raccolta, Bonfantini ricorda anche "Il lupo", «per la mole, l'originalità dell'argomento, e la particolare cura dello stile», e il racconto che dà il titolo alla raccolta di cui è notevole «la descrizione di questo chiaro di luna, toccante di semplicità e pervasa di schietta e fresca poesia».